# Tsubasa Ōshima
Tsubasa Ōshima (japanisch 大島 翼 Ōshima Tsubasa; * 9. Dezember 1983 in der Präfektur Saitama) ist ein ehemaliger japanischer Fußballspieler.

## Karriere
Ōshima erlernte das Fußballspielen in der Universitätsmannschaft der Universität Tsukuba. Seinen ersten Vertrag unterschrieb er 200 bei Ventforet Kofu. Der Verein spielte in der höchsten Liga des Landes, der J1 League. Im Mai 2007 wechselte er zu Fagiano Okayama. Am Ende der Saison 2008 stieg der Verein in die J2 League auf. 2010 wechselte er zum Drittligisten Matsumoto Yamaga FC. 2011 wechselte er zum Ligakonkurrenten Kamatamare Sanuki. Ende 2012 beendete er seine Karriere als Fußballspieler.